# Penteli
Penteli (in greco Πεντέλη?) è un comune della Grecia situato nella periferia dell'Attica (unità periferica di Atene Settentrionale) con 30.956 abitanti secondo i dati del censimento 2001.
Il suo territorio si trova nella zona occupata dall'antica Pentele.
A seguito della riforma amministrativa detta piano Kallikratis in vigore dal gennaio 2011 che ha abolito le prefetture e accorpato numerosi comuni, la superficie del comune è ora di 36 km² e la popolazione è passata da 4.829 a 30.956 abitanti.